# دلتای اورینوکو
دلتای اورینوکو (به اسپانیایی: Delta del Orinoco) یک دلتا (جغرافیا) در ونزوئلا است که در موناگاس واقع شده‌است. دلتای اورینوکو --> متر بالاتر از سطح دریا واقع شده‌است.